# Canadian Soccer Club
Der Canadian Soccer Club, kurz Canadian ist ein Fußballverein ursprünglich aus Montevideo in Uruguay, der seit 2016 seine Heimspiele in Sarandí Grande im Landesinneren austrägt. Die Fußballmannschaft des Vereins spielt in der dritthöchsten uruguayischen Spielklasse, der Primera División Amateur de Uruguay.

## Geschichte
Der Verein wurde Ende 2010 von Fernando Aldao und Gustavo Urraburu gegründet, um der in Kanada lebenden uruguayischen bzw. südamerikanischen Gemeinschaft ein sie repräsentierendes Team zu verschaffen. Der Klub schloss sich der Asociación Uruguaya de Fútbol (AUF) an. Osvaldo Streccia und Héctor Ifran wurden verpflichtet, um eine Mannschaft aus vertraglich nicht gebundenen Spielern zusammenzustellen. Auch zwei uruguayisch-kanadische Doppelstaatler schlossen sich daraufhin dem Verein an. Am 8. März 2011 absolvierte man das erste Freundschaftsspiel gegen Institución Atlética Potencia, das im Parque ANCAP ausgetragen wurde. Man siegte mit 2:0 durch Tore von Cabrera und Cafre. Die Mannschaft des Vereins debütierte schließlich in der Segunda B Amateur am 2. Oktober 2011 mit einem 2:1-Heimsieg gegen Basáñez. In jener Spielzeit gewann man auch prompt das Torneo Clausura, konnte sich jedoch im Aufstiegsduell um den Einzug in die Segunda División, die zweithöchste Spielklasse Uruguays, nicht gegen Torque durchsetzen. Unter Trainer Jorge González wurde man sodann in der Folgespielzeit sowohl Meister des Torneo Clausura der Spielzeit 2012/13, als auch nach einem 4:3-Sieg über Uruguay Montevideo am 26. April 2013 Titelträger der Gesamt-Saison. Somit tritt der Verein seit der Spielzeit 2013/2014 in Uruguays zweithöchster Profiliga an.

## Stadion
Als Spielstätte des Vereins wird sowohl das 8.000 Zuschauer fassende Estadio Obdulio Varela in Montevideo als auch das Estadio Batalla de Sarandí in Sarandí Grande angegeben. Ende 2016 wurde bekannt gegeben, dass die Mannschaft zukünftig die Heimspiele in Sarandí Grande austragen wird, um insbesondere eine höhere Zuschauerzahl zu erreichen. Die nun kalkulierten 2.000 Besucher pro Partie waren laut Vereinspräsident Fernando Aldao für den Klub in Montevideo nicht zu erreichen.

## Erfolge
- Meister der Segunda División Amateur (2013)

## Trainerhistorie
- Januar 2012 bis Dezember 2013: Juan Duarte[7]
- November 2013 bis Ende Juni 2014[8]: Darlyn Gayol[9]
- seit August 2016: Matías Rosa